# Stryger (fyrværkeri)
 For alternative betydninger, se Stryger (flertydig). (Se også artikler, som begynder med Stryger)
En stryger er en lille type sprængfyrværkeri beslægtet med kanonslag – dog uden lunte, men antændes via svovlet på enden. Dette fyrværkeri stryges hen ad siden på en tændstikæske (kan evt. tændes med lighter) og den kastes væk inden den eksploderer. Tiden til sprængningen er ofte på ca. 10 sekunder.
Strygere findes i mange størrelser – helt op til 15 cm lange, men er som standard ca. samme størrelse som et normalt heksehyl.
Strygere er ulovlige i Danmark, da de skal tændes i hånden, og man risikerer, at disse sprænger i hånden.